# Carrie Mae Weems
Carrie Mae Weems, född 20 april 1953 i Portland, är en amerikansk konstnär som arbetar med text, tyg, ljud, digitala bilder och video, hon är mest känd som fotograf. Hon mottog 2023 Hasselbladpriset.
Hon blev känd genom sitt fotografiska projekt The Kitchen Table Series från början av 1990-talet.  Hennes fotografier, filmer och videor fokuserar på allvarliga problem som afroamerikaner står inför idag, som rasism, sexism, politik och personlig identitet. 
Carrie Mae Weems var 2014 den första afroamerikanska kvinna att ha en stor retrospektiv utställning på Guggenheim Museum.
Weems är artist-in-residence vid Syracuse University. Hon bor i Brooklyn och Syracuse med sin man Jeffrey Hoone.